# Huwelijkspolitiek

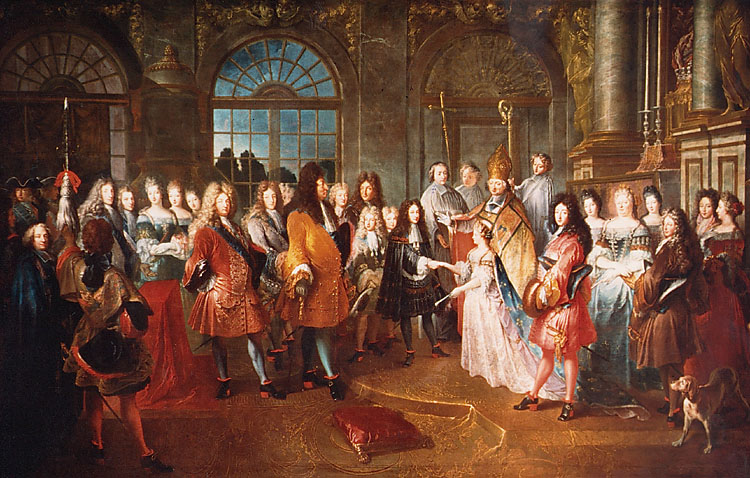
Het gearrangeerde huwelijk van Lodewijk XIV met Maria Adelheid van Savoye op 7 december 1697 (Antoine Dieu).

Huwelijkspolitiek is een veelgebruikt middel om de macht van een familie te behouden of uit te breiden. Dit gaat meestal gepaard met het uithuwelijken van een familielid, soms in de vorm van een kinderhuwelijk.

## Westerse geschiedenis
Huwelijkspolitiek vinden we doorheen de hele Europese geschiedenis, vanaf de oudheid.

### Oudheid
In de oudheid was huwelijkspolitiek onder de meeste cultuurvolkeren verspreid. Reeds de farao's in Egypte pasten het toe. In Rome werd niet gehuwd uit liefde. Een huwelijk was een contract tussen twee families. De Romeinse familiae huwden onderling in de hoop deel te kunnen nemen aan het politieke spel. Een beroemd voorbeeld is het huwelijk van Gaius Marius met een dochter van de gens Iulia. Hierdoor werd Marius opgenomen in de patricische kringen.

#### Tetrarchie

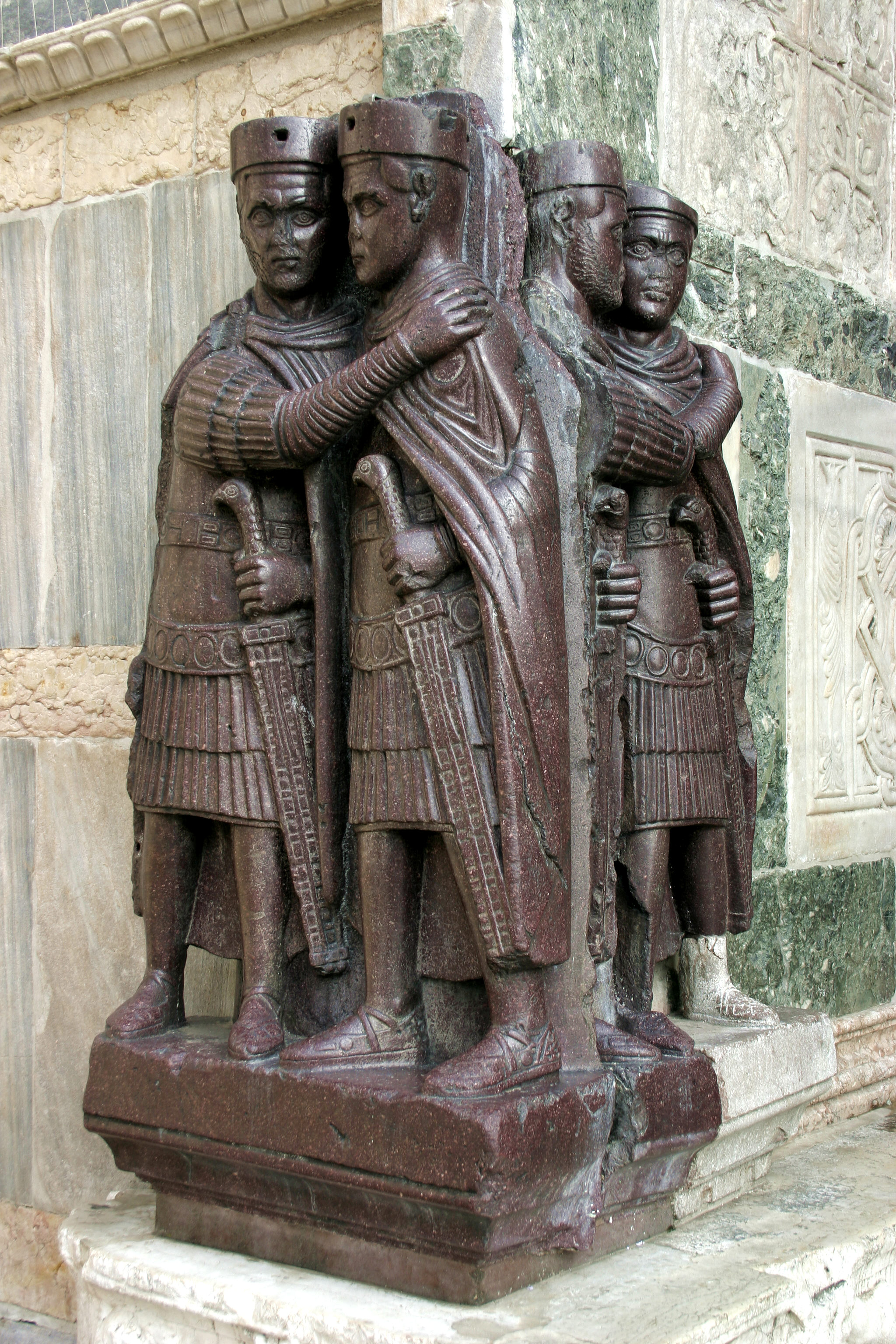
Dit beeld van de tetrarchen moest hun onderlinge verbondenheid weergeven.

De eerste tetrarchie van Diocletianus, Maximianus, Galerius en Constantius I was niet alleen met elkaar verbonden door hun Illyrische militaire achtergrond, maar ook door hun huwelijken. Zo huwde Valeria, Diocletianus' dochter, de Caesar van het oosten Galerius en de Caesar van het westen Constantius I huwde Theodora, de (stief)dochter van Maxentius. Hierdoor waren de tetrarchen nauw met elkaar verbonden en kon de senaat hen niet tegen elkaar uitspelen.
Toen Diocletianus echter vrijwillig aftrad en Maximianus dwong af te treden, ontstonden de problemen al. Constantijn, de zoon van Constantinus, had een verhouding met Fausta, de dochter van de afgetreden Maximianus. Constantinus was ziek geworden tijdens zijn veldtocht in Britannia en vroeg om zijn zoon, die – ondanks tegenwerking van Maxentius – de plaats van zijn vader na diens overlijden kon innemen aan het hoofd van het leger om de Scoten en Picten te verslaan. Hierdoor was er onverwachts een nieuwe speler in het politieke spel gekomen en verliepen de relaties tussen de toenmalige tetrarchen stroef. Huwelijkspolitiek kon blijkbaar niet alle conflicten oplossen.

### Middeleeuwen
Vanaf de vroege Middeleeuwen waren politieke huwelijken  de norm onder Germaanse stamhoofden en de adel. Koningen, graven en hertogen zochten een partner om hun macht te vergroten en hadden vaak tegelijk bijvrouwen waarbij ze bastaardkinderen hadden. Later werden deze bijvrouwen maîtresses genaamd. Enkel de kinderen uit hun wettige huwelijken konden hen opvolgen in hun politieke functie. Bekende koningen die politieke huwelijken aangingen waren Clovis en Karel de Grote.
Het huwelijk van Boudewijn I van Vlaanderen met Judith van West-Francië was zeker politiek van aard. Door met haar te huwen vergrootte Boudewijn zijn prestige, vermits zijn echtgenote de dochter was van koning Karel de Kale en afstamde van Karel de Grote. Zijn opvolger Boudewijn II van Vlaanderen kon huwen met de dochter van Alfred de Grote, de koning van Wessex. 
Soms kon de huwelijkspolitiek zich ook tegen je keren. Een beroemd voorbeeld is Eleonora van Aquitanië die korte tijd gehuwd was met de jongere Lodewijk VII van Frankrijk - en feitelijk regentes van Frankrijk was - en vervolgens met Hendrik II van Engeland, na wiens dood ze feitelijk regentes van Engeland werd.

### Nieuwe tijd

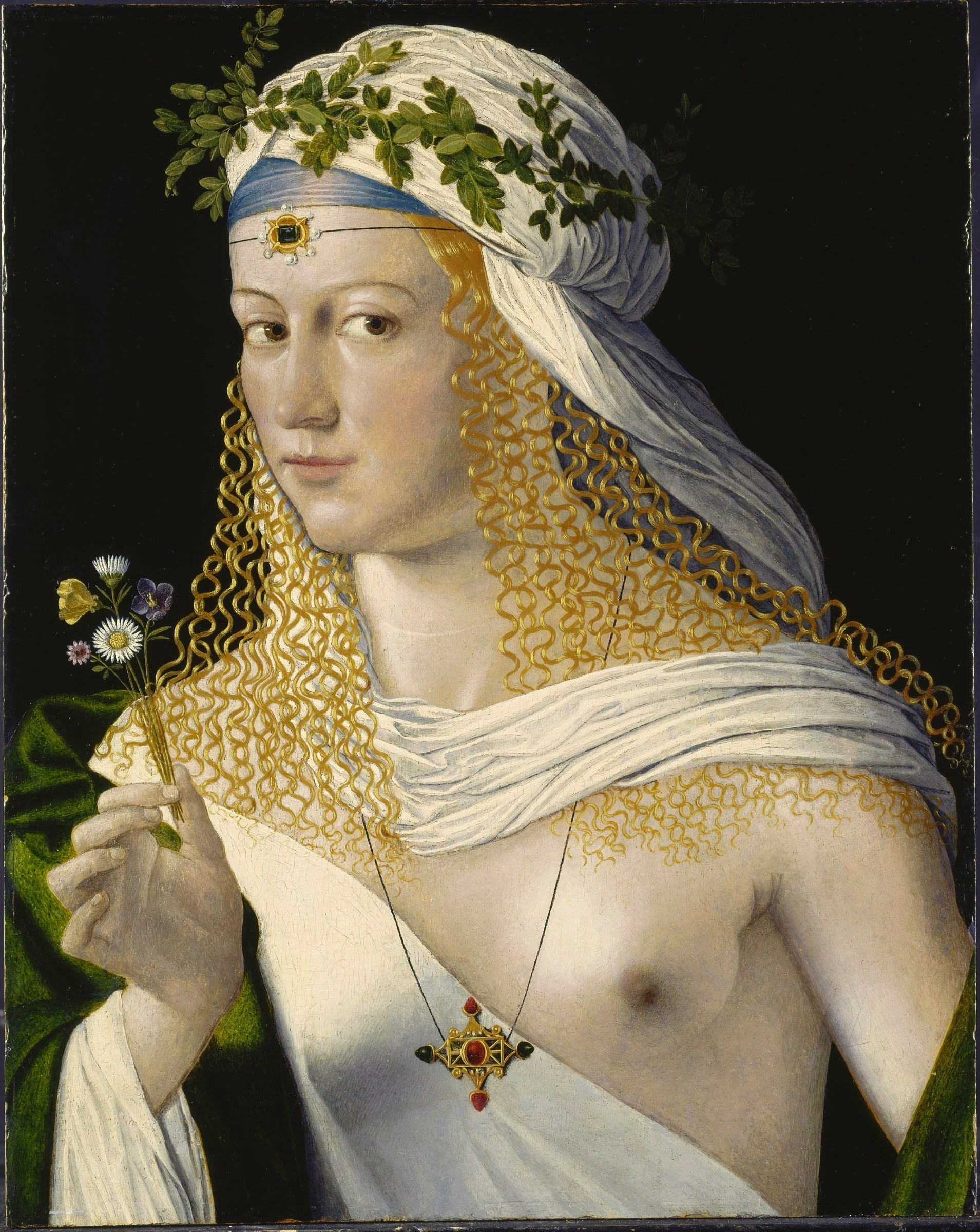
Portret van Lucrezia Borgia (?) door Bartolomeo Veneto

In de nieuwe tijd waren de Bourgondiërs de kampioenen van het spel. Hun eigendom in de Lage Landen was bijna volledig gebaseerd op hun huwelijkspolitiek. Beide huwelijken van Margaretha van Parma waren politieke huwelijken, waarbij de echtgenoot door haar vader keizer Karel V in overleg met de paus gekozen werd. Ook de Borgia's waren belangrijke spelers met Lucrezia Borgia als hun pion. Toch kon huwelijkspolitiek op een andere manier gespeeld worden, zoals Elizabeth I van Engeland bewees, door niet te huwen en zo de macht voor zich alleen te houden. Het ontbrak haar zeker niet aan (adellijke) aanbidders, maar het leek haar verstandiger niet te huwen.

### Nieuwste tijd
Een staatsman die heel bewust de huwelijkspolitiek toepaste was keizer Napoleon I. Na zijn scheiding van Joséphine de Beauharnais huwde hij in 1810 met Marie-Louise van Oostenrijk, een dochter van keizer Frans I van Oostenrijk. Eerder werd ook even een prinses uit Saksen overwogen, maar Saksen was als staat niet machtig genoeg. Een prinses uit Rusland was een serieuze mogelijkheid, maar dat werd door de familie van de tsaar afgewezen. Het werd daarom een Habsburgse prinses uit Oostenrijk. Na het revolutiejaar 1848 was in de meeste Europese staten de absolute monarchie verleden tijd, met als belangrijkste uitzondering Rusland. De regerende vorstenhuizen waren minder talrijk maar bleven ze wel onderling trouwen. De leden van het huis Saksen-Coburg en Gotha werden door de Duitse kanselier Otto von Bismarck spottend de dekhengsten van Europa  genoemd. Christiaan IX van Denemarken werd ook wel de "schoonvader van Europa" genoemd vanwege zijn succesvolle huwelijkspolitiek.
Met de Eerste en vervolgens Tweede Wereldoorlog en de daaraan voorafgaande industriële revolutie was het de bourgeoisie die onderling begon te trouwen. Dit is heden ten dage nog deels zo.

### Heden ten dage in West-Europa
Vandaag is aan de Europese hoven de oude moraal van in de adel te blijven huwen vrijwel uitgestorven; alleen in België hebben Filip en Astrid een partner uit de adellijke kringen gezocht. Vandaag zijn sommige koninginnen ook al niet meer van (hoge) adel, maar een huwelijk tussen twee dynastieën kan wel degelijk op liefdesbasis gesloten worden, zoals in Spanje, waar Juan Carlos huwde met de Griekse Sofia; of de laatste Griekse koning Konstantijn die met de zus van de Deense koningin huwde.
Sommigen stellen dat het laatste grote verstandshuwelijk plaatsvond tussen Josephine Charlotte van België en groothertog Jan van Luxemburg. Ook het huwelijk van prins Charles en Diana Spencer zou gearrangeerd zijn, aangezien de prins verknocht bleef aan Camilla Parker Bowles. Dit zou uitdraaien in een desastreuze ontwikkeling voor het Britse Hof.

#### Bedoeling

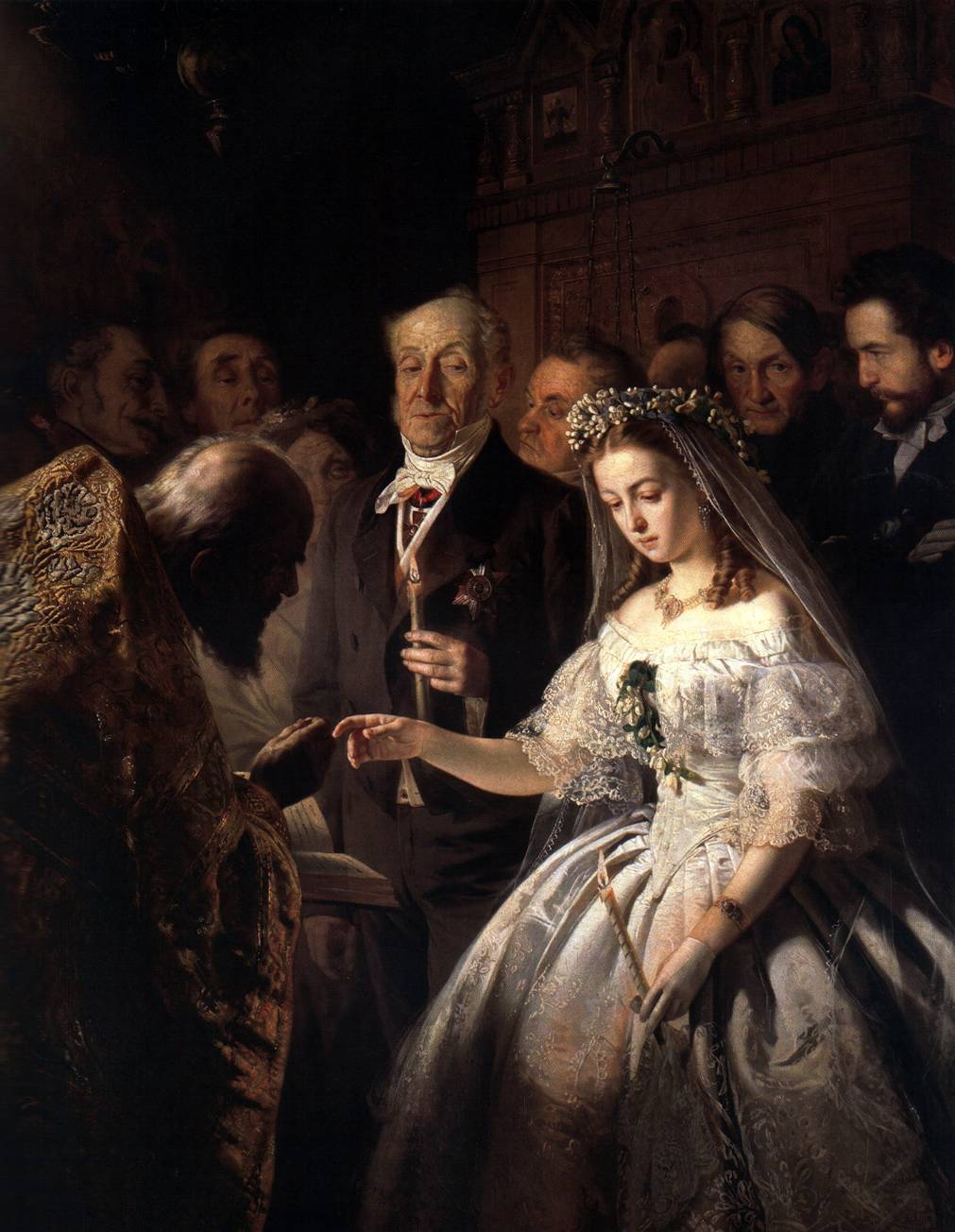
Het gearrangeerde huwelijk, Vasili Pukirev (uiterst rechts), 1862

Men wilde op deze manier een verbond aangaan tussen twee families of een erfenis vrijstellen. Soms konden ook politieke middelen een rol spelen. Vaak waren de consequenties van een afwijzing een onterving en soms verlies van titel; soms was dit ook een zegen. Het bloed bleef zuiver "blauw". Prins Amedeo is een voorbeeld van hoe verscheidene dynastieën zich met elkander verenigen. Amedeo kan zich beroepen op een stamboom langs vaders- en moederskant uit familieleden die enkel uit de hoogste Europese bloedadel komen. Langs moederszijde (Astrid van België) is dat de lijn van Saksen-Coburg-Gotha, langs grootmoederskant (Paola) de prinsen en hertogen van Ruffo-Calabrië, langs vaderszijde de aartshertogen van Oostenrijk-Este, en langs grootmoederszijde de Prinsen van Savoye-Aosta. Huwelijkspolitiek kan niet in alle gevallen. Zo is het onmogelijk dat een lid van de Windsors zich zou verloven met een volbloed Habsburger, omdat de Britse monarch het symbolisch hoofd is van de Anglicaanse kerk (Church of England) en de Habsburgers katholiek zijn. 
De gevolgen waren soms ook dramatisch; door ingewikkelde huwelijkspolitiek kwamen vele kinderen op de wereld met aangeboren afwijkingen, bijvoorbeeld de laatste tsarevitsj (hemofilie).

## Andere culturen
Ook in andere culturen werden en worden koppels aan elkaar uitgehuwelijkt. Dit gebeurt met name in Korea, Japan, en onder hindoes, moslims en christenen (voornamelijk in de Kaukasus). Uit de Memorie van Toelichting bij het voorstel om de minimale leeftijd waarop er getrouwd mag worden in Nederland te wijzigen, blijkt dat het niet precies bekend is hoe vaak gedwongen huwelijken voorkomen, maar dat uit onderzoek wel blijkt dat dit in Nederland voorkomt. Een van die onderzoeken stelt dat het voornamelijk speelt bij Turken, Marokkanen, Somaliërs, Afghanen, Pakistanen, Koerden, Surinaamse-hindoestanen en Chinezen. Dit beeld wordt ook bevestigd door scholen en de GGD. In enkele grote steden heeft men in het verleden zelfs geprobeerd met contracten het fenomeen tegen te gaan.